# Friedrich-Clemens-Gerke-Turm

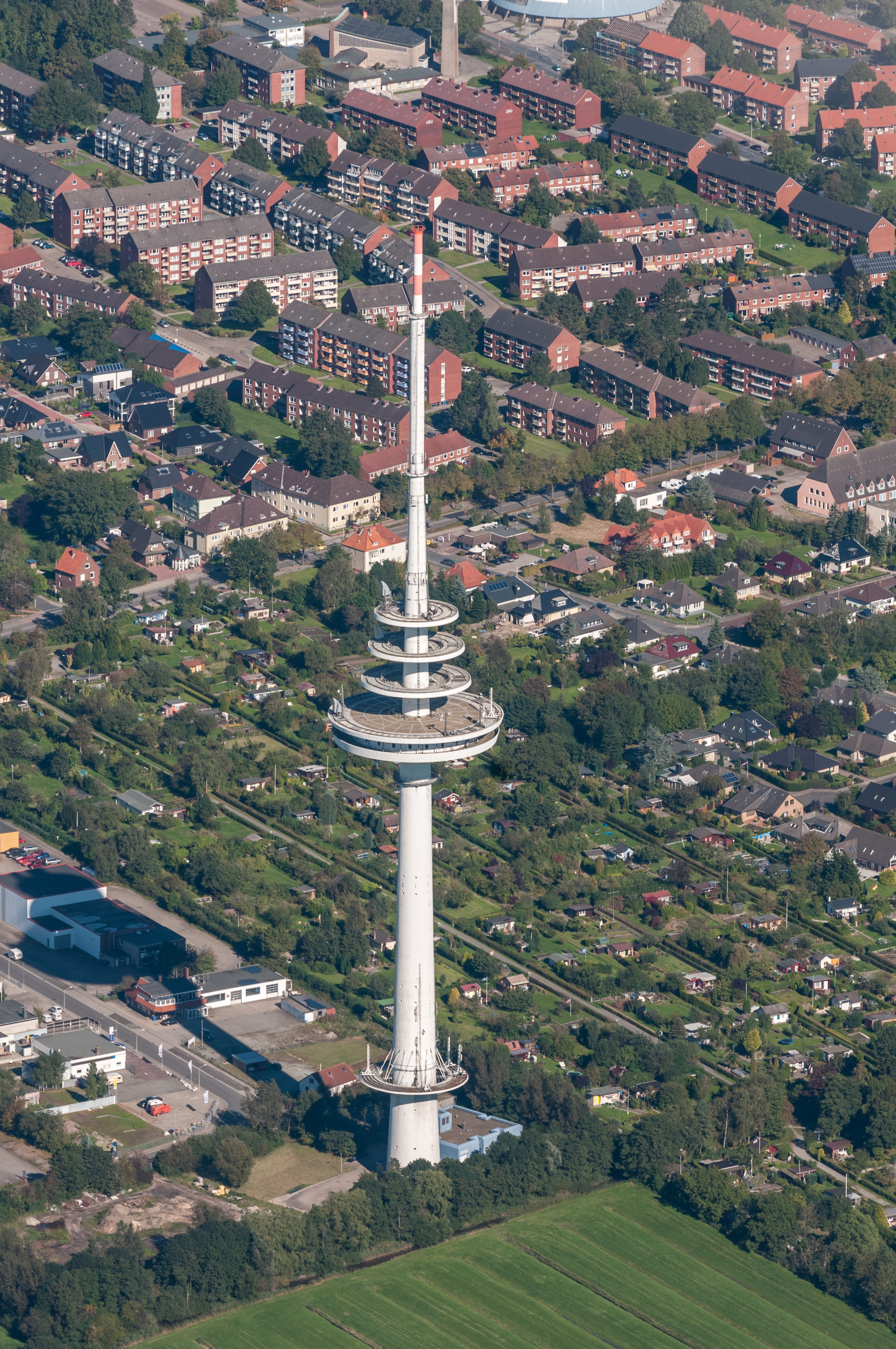
Friedrich-Clemens-Gerke-Turm

Friedrich Clemens Gerke Turm är namnet på ett teletorn i Cuxhaven. Det har fått sitt namn för att hedra Friedrich Clemens Gerke, som gjort banbrytande insatser för att anpassa det amerikanska morsealfabetet till europeiska förhållanden.